# Ивановский, Пётр Иванович
Пётр Иванович Ивановский (24 мая 1906, пос. Новохованск, Витебская губерния — 12 октября 1958, Ленинград) — российский советский живописец, график и педагог, член Ленинградского Союза художников.

## Биография
Пётр Иванович Ивановский родился 24 мая 1906 года в посёлке Новохованск (ныне — в Невельском районе Псковской области). В 1929—1937 учился в Ленинграде в ИНПИИ — ЛИЖСА ВАХ у Д. Н. Кардовского, М. Д. Бернштейна, В. И. Шухаева. В 1937 окончил институт с присвоением звания художника живописи. Дипломная работа — картина «Похороны партизан». После окончания института с 1937 года преподавал в ЛИЖСА. Одновременно в 1939—1941 занимался в аспирантуре. После начала войны до 1942 года оставался в Ленинграде. В 1942 был эвакуирован в Киров. После войны в 1945 вернулся к преподавательской работе в Ленинградском институте живописи, скульптуры и архитектуры имени И. Е. Репина. Одновременно продолжил занятия в аспирантуре и в 1948 защитил диссертационную работу — картину «Ф. Э. Дзержинский среди беспризорников» с присвоением звания кандидата искусствоведения.
Участвовал в выставках с 1937 года. Писал жанровые и исторические картины, пейзажи, портреты. Автор картин «Выступление М. И. Калинина перед рабочими у Финляндского вокзала в Петрограде. 1917 год» (1939), «Всеобщая стачка в Ростове-на-Дону. 1902 год» (1940), «Нева» (1941), «Отомстят за нас» (1943), «Беженцы» (1945), «В ночном», «У костра» (обе 1950), «Крым. Ущелье», «Крым. Дорога» (обе 1953), «Горная дорога» (1956), «Анапа. Камни», «Горная дорога» (обе 1958) и других. Персональная выставка в 1977 году в Ленинграде в Музее Академии художеств. В 1945—1958 преподавал в Ленинградском институте живописи, скульптуры и архитектуры имени И. Е. Репина. Автор ряда статей по вопросам изобразительного искусства и художественного образования.
Скончался 12 октября 1958 года в Ленинграде на 53-м году жизни. 
Произведения П. И. Ивановского находятся в музеях и частных собраниях в России и за рубежом.

## Выставки
- 1951 год (Ленинград):  «Выставка произведений ленинградских художников 1951 года» в Государственном Русском музее.
- 1954 год (Ленинград): Весенняя выставка произведений ленинградских художников.
- 1956 год (Ленинград): Осенняя выставка произведений ленинградских художников.
- 1958 год (Ленинград): Осенняя выставка произведений ленинградских художников.